# Vol Red Wings Airlines 9268
Le vol Red Wings Airlines 9268 est un Tupolev Tu-204 de Red Wings Airlines, sans passagers, en provenance de Pardubice qui s'est écrasé 29 décembre 2012 à l'atterrissage à l'aéroport de Vnoukovo à Moscou, en Russie. L'accident a fait cinq morts sur les huit membres d'équipage.

## Description

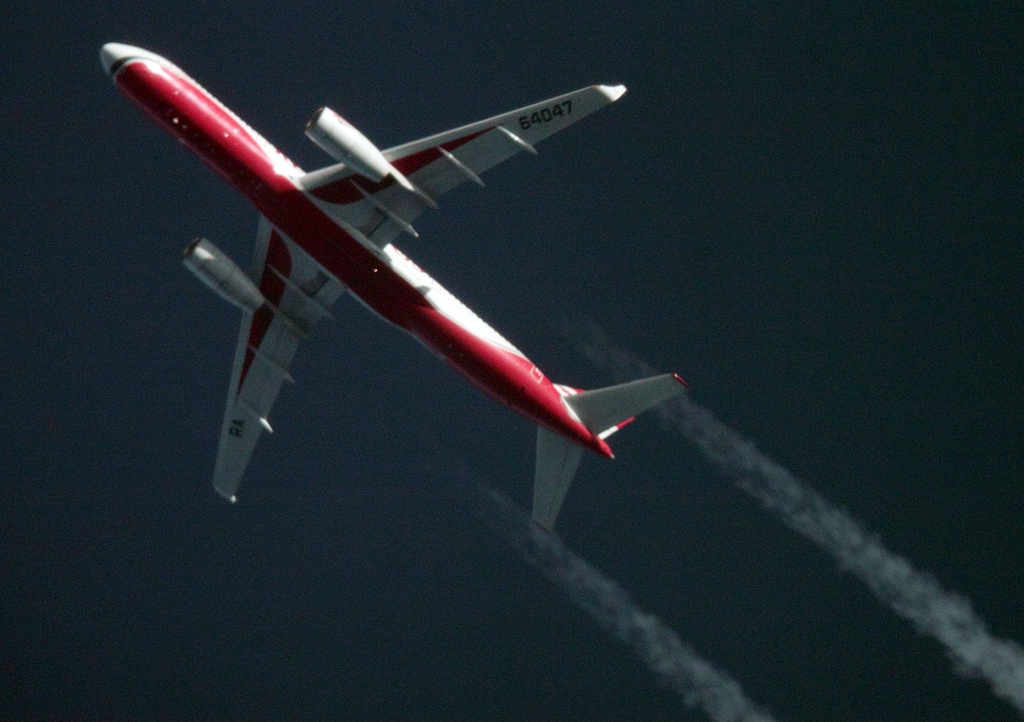
L'appareil lors de son vol (photo prise en Pologne, près de Kielce)

Le 29 décembre 2012 à 16 h 35 heure locale (12 h 35 GMT), le Tupolev Tu-204 s'aligne sur la piste de l'aéroport de Pardubice et décolle. Le vol se passe sans encombre, pour des raisons encore inconnues, lors de l'atterrissage sur la piste 19 de l'aéroport de Vnoukovo, l'avion se pose, mais il sort de la piste très violemment, et se casse en 3 morceaux au niveau d'une autoroute située à côté de l'aéroport. Les deux pilotes, comptant chacun plus de 10 000 heures de vol ainsi que le mécanicien de bord et une des hôtesses sont tués. Aucune victime au sol n'est à déplorer. Une hôtesse de l'air succombe à ses blessures le 30 décembre 2012.

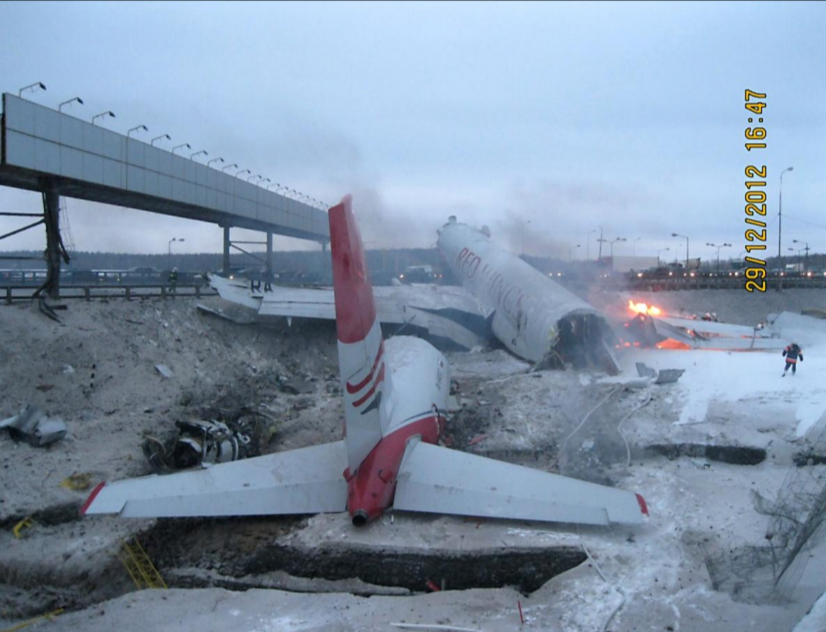
L'épave de l'avion après l'accident

Un problème de freinage semble être à l'origine du crash.